# Lujzijana

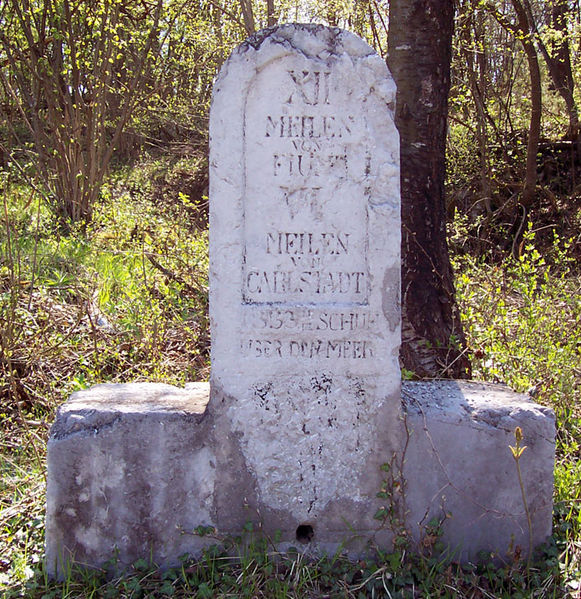
Meilenstein an der Luisenstraße nahe Nadvučnik (einem Gemeindeteil von Vrbovsko)

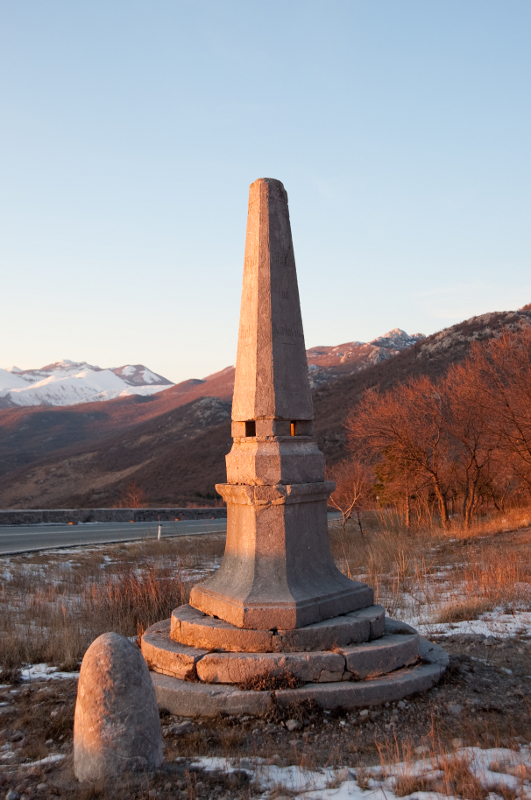
Obelisk 15 km von Rijeka

Die Lujzijana (oder Lujzinska cesta, dt. Luisenstraße) ist eine historische Fernverbindungsstraße des frühen 19. Jahrhunderts in Kroatien, die in der Zeit der Österreichisch-Ungarischen Monarchie durch einen Privatverein erbaut wurde.

## Baugeschichte
Die Lujzijana sollte die alte, sehr kurvenreiche und steile Verbindung der Karolina (dt. Karolinenstraße, von latein. (Via) Carolina; erbaut unter Kaiser Karl VI.) ersetzen. Sie gilt als dritte große Straße gen Adria und verbindet das Landesinnere Kroatiens mit der Küste. Die Luisenstraße wurde zwischen der Stadt Karlovac (Karlstadt) und dem wichtigen Adria-Hafen Rijeka (Fiume) errichtet. Bauherr war Joseph Philipp Vukasović im Auftrag eines privaten Vereins.
Der Baubeginn war im Jahr 1803, auch konnte man ein Privileg des Kaisers erlangen, doch die Kriege von 1805 und 1809 unterbrachen die Aktivitäten mehrfach, da Vukasović an ihnen teilnahm und in der Schlacht bei Wagram starb. Dennoch hielt man am Ziel der Fertigstellung fest und vollendete die letzte Meile der damit fast 18 Meilen (=fast 140 Kilometer) langen Straße bis zum Jahr 1812. Gebaut wurde von Rijeka aus, 1806 erreichte man Skrad und 1808 Mala Jelsa bei Karlovac. Die Straße war damals etwas mehr als acht Meter (26 Wiener Fuß) breit und vermied steile Anstiege. In scharfen Kurven war sie bis zu 14 Meter breit. Um dieses Ziel zu erreichen, wurde Felsen gesprengt, so dass Durchlässe entstanden, zu denen die Porta Hungarica zählte (nach 1848 in Banska vrata umbenannt).
Besonderes Augenmerk legte man auf die Untermauerung und Schutzmaßnahmen wie Brustwehren bei Rijeka oder Windschutzmauern an verschiedenen Stellen – etwa am Veliki Kamenjak – um gegen die Bora-Fallwinde geschützt zu sein. Zudem schuf man Zisternen und Wasserleitungen, um die Wasserversorgung zu gewährleisten, und Verbindungen zur Karolina und nach Bakar. Auch auf Straßengräben konnte man verzichten, da man stattdessen Kanäle schuf. Zur Straßenausstattung gehörten auch 17 Ganz-Meilensteine, von denen sich acht erhalten haben. Sie geben jeweils die Entfernung nach Fiume (=Rijeka) und Carlstadt (=Karlovac) wieder und tragen zudem die Höhenangabe über dem Meeresspiegel in der Längeneinheit Schuh. Ob die beiden Obelisken mit Kilometerangaben bei Rijeka ebenfalls zu dieser Erstausstattung gehörten, ist noch nicht endgültig geklärt. Sie entstanden spätestens mit der Einführung des Kilometers in den 1870er Jahren. Des Weiteren gab es in regelmäßigen Abständen Mautstationen.

## Erhaltungsmaßnahmen
Am Erhalt der Straße waren zahlreiche Arbeiter beteiligt. Sogenannte Inspizienten waren für ihnen zugeteilte Straßenabschnitte verantwortlich und konnten über neben der Straße angelegte Stein-/Schotterlager verfügen, die teils in größeren, abgemauerten Vierecken, teils in Fels-Vertiefungen aufbewahrt wurden. Die Arbeiter kümmerten sich unermüdlich um die Ausbesserung von Schäden. Über den Inspizienten und Arbeitern stand eine Generaldirektion in Wien mit ihrem Lokaldirektor in Karlovac, die die Straße zusätzlich jährlich bereisten.

## Streckenführung
Die Verbindung führte von Karlovac über Netretić, Severin na Kupi, Stubica, Skrad, Delnice, Lokve, Gornje Jelenje, Kamenjak und Grobničko polje nach Rijeka. Der höchste Punkt der Strecke war bei Ravno Podolje erreicht, wo bis heute ein Stein diesen Höhenpunkt (928 Meter über dem Meeresspiegel) markiert. Einige Abschnitte (etwa bei Karlovac) waren von Platanen gesäumt, für den Wasserabfluss baute man eigene Kanäle.

## Name
Zu Baubeginn entschloss man sich dazu, die Straße Via Ludovicea zu nennen, nach Maria Ludovica, der dritten Ehefrau des österreichischen Kaisers Franz II. Davon zeugen Dokumente aus dem Jahre 1808. Allerdings wurde die Straße unter französischer Verwaltung fertiggestellt. Daher stammt der Name von Marie-Louise, der Tochter des österreichischen Kaisers Franz II., der späteren Frau von Napoleon I. Anfangs hieß sie auch Marie-Luisenstraße und schrieb sich auch in einigen Werken Louisenstraße.

## Verein
Der Verein, der die Straße erbauen ließ, war eine Gesellschaft höherer Adliger, darunter die Fürsten v. Dietrichstein, Liechtenstein und Esterházy, sowie der Graf Johann v. Harrach, die Gräfin Marie von Erdődy und die Grafen Carl und Franz von Batthyány bzw. deren Erben. Er wollte den Staat auf diese Weise entlasten, da Österreich-Ungarn wegen der zahlreichen Kriegshandlungen dazu nicht in der Lage war, zudem sollte die Anbindung Ungarns ans Meer verbessert und der Handel so befördert werden.
Am 14. Februar 1820 erhielt die Louisenstraßen-Gesellschaft ein Privileg für weitere 50 Jahre. Im Zeitalter der Eisenbahn wurde die Straße als solche mehrfach in Frage gestellt und für schwankende Preise kritisiert. Allerdings kam die angedachte Verbindung Karlovac–Rijeka (später Teil der Bahnstrecke Zagreb–Rijeka) aufgrund der topographischen Gegebenheiten lange Zeit nicht zustande. Daraufhin wurde im Jahr 1844 der Vorschlag unterbreitet, dass sich Händler aus Karlovac und Rijeka zusammen tun und mittels einer Privat-Aktiengesellschaft regulierend in den Handel eingreifen, um so die Gebühren steuern zu können.
Im Jahr 1877 wurde die Luisenstraße samt ihren abzweigenden Seitenstraßen und Einrichtungen, für die ein Inventar erstellt wurde, endgültig von der Gesellschaft an das königlich-ungarische Ärar übergeben. Dafür erhielt sie 325.000 Gulden – verteilt über fünf Jahre – ausgezahlt.

## Nachwirkung
Die Straße galt zum Zeitpunkt der Fertigstellung als eine der modernsten Straßen der Welt. Allerdings wurde sie zunächst auch als Fehlschlag angesehen, da in Folge der Kriegshandlungen der Handel zusammengebrochen war und die kostenpflichtige Straße daher weder den Handelsverkehr beförderte noch die Kosten gedeckt werden konnten, so dass der Verein weiter Gelder beisteuern musste. Als einzige Lösung sah man daher die Übergabe an die Stände Ungarns an, weil dadurch die Maut weitgehend entfallen konnte. Dies konnte allerdings nicht sofort umgesetzt werden.
Die Reisedauer von Karlovac wurde durch die Luisenstraße von mehreren Tagen auf 14 bis 16 Stunden reduziert. Im Jahr 1841 heißt es zudem: „Uebrigens wird die besterhaltene Luisenstraße nach Fiume weit häufiger als die Josephsstraße nach Zengg befahren, und jene Frächter sind weit verläßlicher als diese.“ Dennoch kommt kein Urteil der Zeit ohne Kritik aus und so heißt es auch hier weiter: „Man muß nur bedauern, daß die übermäßige Wegemauth an der Louisenstraße nach Fiume die Waare vertheuert, daß ferner noch immer Rückfrachten mangeln, und daß die Fahrten in den Wintermonaten zeitweise durch Schneeverwehungen Unterbrechungen erleiden.“ Daneben wird Kritik an dem Routenverlauf über die Gebirge geäußert, der angeblich dem Handel schade.
Therese von Artner äußert in ihren Briefen (veröffentlicht im Jahr 1831) ebenfalls einerseits großes Lob (solide und zugleich zierlich, kühner und genialer Weitblick des Erbauers, „diese ist eines der bedeutendsten und grandiosesten Werke in den österreichischen Staaten“), andererseits Bedauern: „Schade, daß dies bewundernswürdige Werk nicht den Nutzen leistet, der den Bemühungen seiner Stifter und den Hoffnungen des Publikums davon entspräche“. Zudem sieht sie diese Straße noch von einer anderen Straße des Habsburgerreiches übertroffen. Als Grund für die unverhältnismäßig hohe Maut identifiziert sie die für einen Privatverein viel zu hohen Baukosten von über zwei Millionen Gulden.
Die Luisenstraße wird mittlerweile aber allgemein als bedeutsam für die Entwicklung der Region eingestuft. Sie wurde durch wasserarme, dünn besiedelte Gegenden geführte, in denen Mitte des 19. Jahrhunderts neue Ansiedlungen entstanden, deren Bewohner vom Verkehr auf der Straße profitierten. Es entstanden z. B. Poststationen und Gasthäuser, die teils durch die Straßenbaugesellschaft selbst errichtet wurden.
Die beiden älteren Verbindungen an die Adria erlitten durch den Neubau der Luisenstraße erhebliche Einbußen. Im Jahr 1848 heißt es zur Karolina: „Es sind dieß die steilen Züge der alten Karolinenstraße, nun verfallen und nicht mehr befahren.“ Auch die Straße von Karlovac nach Senj (Josephina) geriet in Abschwung und wurde daher in den 1830er Jahren ausgebaut, indem man Brücken ausbesserte und steile Abschnitte entschärfte.

### Im 20. Jahrhundert
Nachdem Italien im Jahr 1924 Rijeka erlangte, nahm der Verkehr auf der Straße stark ab. Heute gibt es auch eine Autobahnverbindung zwischen Karlovac und Rijeka (A 1 bis zum Abzweig „Bosiljevo 2“, weiter auf der A 6), wodurch der meiste Verkehr heutzutage darüber führt.